# Cerco de Paris (885–886)
O Cerco de Paris de 885-886 foi parte do raide viquingue no sena, na Frância Ocidental. O cerco foi o mais importante evento do reinado do imperador Carlos, o Gordo e ponto de virada na fortuna da dinastia carolíngia e na História da França. Também provou aos francos a importância estratégica de Paris, num tempo quando também era uma das maiores cidades na França. O cerco é o assunto do poema latino Bella Parisiacae urbis de Abão, o Curvo.
Com centenas de navios e possivelmente dezenas de milhares de homens, os viquingues chegaram ao arredores de Paris no final de novembro de 885, inicialmente exigindo tributo. Isto foi negado por Eudo, Conde de Paris, apesar do fato de que poderia montar apenas um par de centenas de soldados para defender a cidade. Os viquingues atacaram com uma variedade de máquinas de cerco, mas não conseguiram romper as muralhas da cidade após alguns dias de ataques intensos. O cerco foi confirmado após os ataques iniciais, mas sem qualquer ofensa significativa durante meses. À medida que o cerco continuou, a maioria dos viquingues deixaram Paris para pilhar ainda mais rio acima. Os viquingues fizeram uma tentativa final frustrada para tomar a cidade durante o verão, e em outubro, Carlos, o Gordo chegou com seu exército. 
À frustração dos parisienses que haviam lutado por um longo tempo para defender a cidade, Carlos parou de atacar os sitiantes viquingues, e em vez disso lhes permitiu navegar mais acima do Sena para atacar Borgonha (que estava em revolta), prometendo aos invasores pagamento em prata. Eudo, muito crítico disso, tentou seu melhor para desafiar as promessas do rei, poucos anos depois que os invasores retrocederam Carlos, o Gordo morreu em 888, Eudo foi eleito o primeiro rei que não pertencia a dinastia carolíngia.

## Antecedentes
Embora os viquingues atacaram partes da Frância anteriormente, chegaram a Paris pela primeira vez em 845, eventualmente, saqueando a cidade. Atacaram Paris três vezes ou mais nos anos 860, deixando a cidade apenas quando adquiriram saque ou subornos suficiente. Em 864, pelo Decreto de Pîstres, pontes foram construídas através do Sena em Pîtres e em Paris, para evitar a passagem de embarcações grandes, uma em cada lado da Ilha da Cidade; elas serviriam admiravelmente no cerco de 885. O chefe na região em torno de Paris (Ilha de França) foi duque da Frância (e também conde de Paris) e controlava terras entre o Sena e Líger. De início este era Roberto, o Forte, Marquês da Nêustria e missus dominicus do Vale do Líger; começou a fortificar a capital e lutou contra os nórdicos continuamente até sua morte em batalha contra eles no Brissarthe. Embora seu filho Eudo o sucedeu, o poder real diminuiu. No entanto, Paris continuou a ser fortificada por outros nobres por iniciativa local em vez da iniciativa real.
Enquanto isso, a Frância Ocidental sofreu sob uma série de reis com curtos reinados após a morte de Carlos, o Calvo em 877. Esta situação prevaleceu até 884, quando Carlos, o Gordo, já rei da Germânia e Itália, se tornou rei, e as esperanças foram elevadas para uma nova reunificação do império de Carlos Magno. Pensava-se que os Francos tinha ganho uma vantagem contra os viquingues após a vitória de Luís III na Batalha de Sancourt em 881, mas em 885, um ano após a sucessão de Carlos, os viquingues lançaram seu ataque mais maciço a Paris.

## Cerco

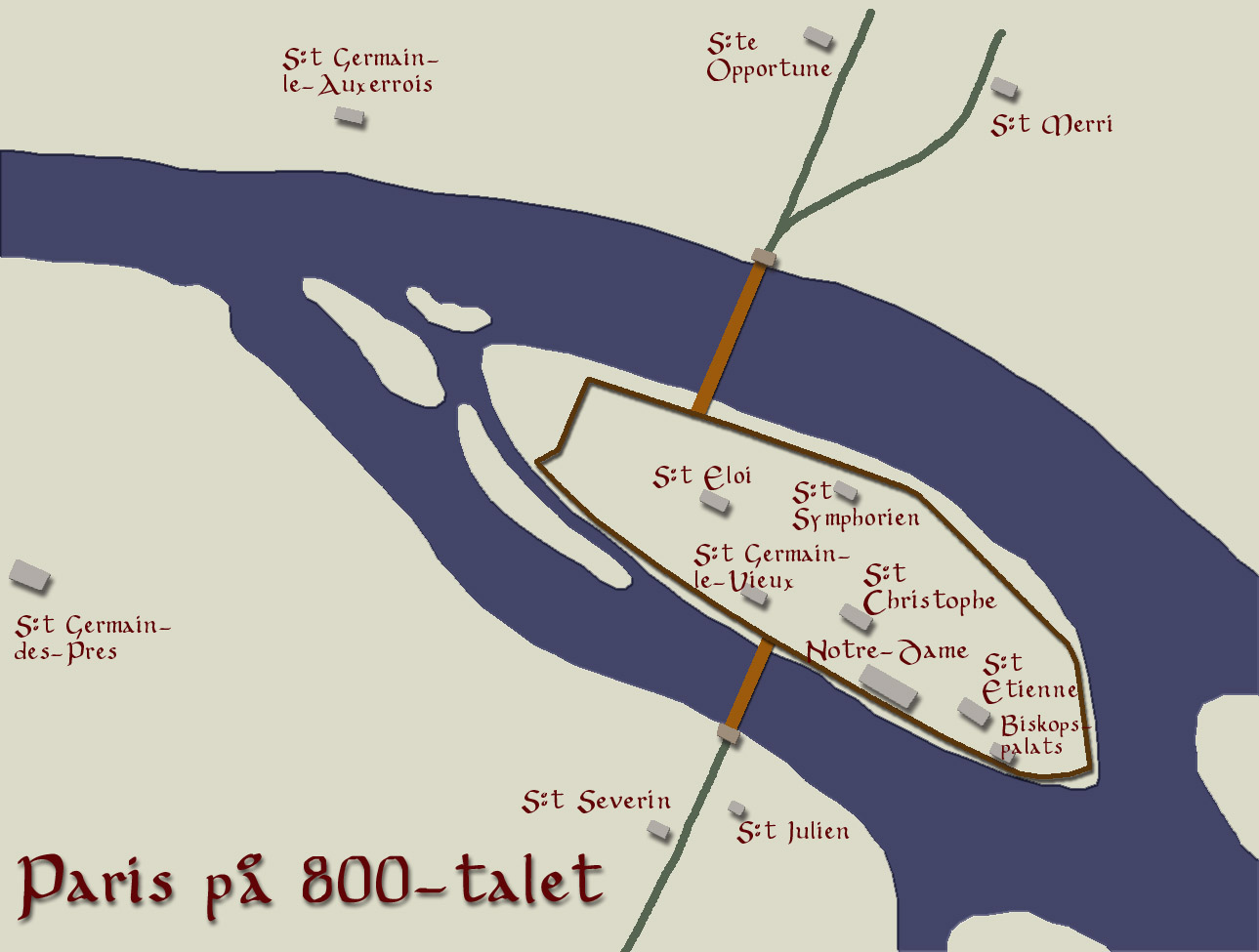
Mapa de Paris no século IX. A cidade estava concentrada na Ilha da Cidade, uma ilha no rio Sena

Os viquingues dinamarqueses sob o comando de Sigurdo e Rolão navegaram em direção Oeste à Frância novamente em 885, tendo antes invadido partes do nordeste do país. Sigurdo exigiu um suborno a Carlos, mas foi recusado, o que fez o líder viquingue levar 700 navios até o Sena, com talvez até 30 000  ou 40 000 homens. O número é o maior já registrado para uma frota viquingue em fontes contemporâneas e origina-se do poema de Abão, o Curvo. Apesar de ser testemunha ocular, há consenso geral entre os historiadores de que os números de Abão são "um exagero", como Abão esta "numa classe de exagerador." O historiador CW Previte-Orton pôs um número de 300 navios, e John Norris em "cerca de 300". Embora os Francos tentaram bloquear os viquingues enquanto subiam o Sena, os viquingues conseguiram arrastar os barcos por terra contornando as barreiras e chegaram aos arredores Paris. Paris neste época era uma cidade em uma ilha, hoje conhecida como Ilha da Cidade. Sua importância estratégica era a capacidade de bloquear a passagem dos navios com as suas duas pontes de baixa altitude, uma de madeira e outra de pedra. Nem mesmo os barcos viquingues menores podiam subir o Sena além de Paris por causa das pontes. Eudo, Conde de Paris preparado à chegada viquingue fortificou a cabeça de ponte com duas torres guardando cada ponte. Protegeu-as com não mais de 200 soldados disponíveis (idem por Abão, o Curvo), mas levou defesa conjunta com Goslino, bispo de Paris ("o primeiro bispo lutando" em literatura medieval), e teve a ajuda de seu irmão Roberto, dois condes e um marquês.
Os viquingues chegaram a Paris em 24 ou 25 de novembro de 885, inicialmente pedindo tributos aos Francos. Quando foi negado, inciaram um cerco. Em 26 de novembro os danos atacaram a torre nordeste com balistas, onagros e catapultas, mas foram repelidos por uma mistura de cera quente e feno. Todos os ataques naquele dia foram repelidos e durante a noite os parisienses construíram outro andar na torre. Em 27 de novembro os viquingues atacaram novamente com catapultas e aríetes que também não tiveram sucesso. Bispo Goslino entrou na briga com um arco e um machado. Plantou uma cruz sobre as defesas externas e exortou o povo. Os viquingues se retiram após os ataques iniciais que falharam e construíram um campo no lado direito da margem do rio, usando pedras como material de construção. Enquanto se preparavam para novos ataques, os viquingues também começaram a construção de mais máquinas de cerco. Em um novo ataque, posicionaram catapultas e atiraram centenas pedras contra a cidade, enviaram um navio à ponte e fizeram um ataque terrestre com três grupos. As forças restantes cercaram a torre da ponte, com o objetivo de derrubar o obstáculo do rio. Enquanto tentaram atear fogo à ponte também atacaram a cidade em si, com máquinas de cerco.
Por dois meses, os viquingues mantiveram o cerco, fazendo trincheiras e se posicionando nas saídas da cidade. Em janeiro de 886, tentaram preencher os baixios do rio com detritos, árvores, corpos de animais e prisioneiros mortos para tentar obter passagem terrestre em torno da torre. Continuaram isso por dois dias. No terceiro dia, montaram três navios em chamas e os guiaram em direção à ponte de madeira. Os navios em chamas afundaram antes que pudessem incendiar a ponte, mas a construção de madeira no entanto foi enfraquecida. Em 6 de fevereiro, as chuvas causaram cheia no rio, que trouxe detritos das margens, que transbordaram a ponte, que logo depois cedeu. A ponte foi destruída e a torre nordeste ficou isolada com apenas doze defensores dentro. Os viquingues perguntaram se esses soldados queriam se render, mas se recusaram, e foram posteriormente mortos.
Os viquingues deixaram uma força em torno de Paris, mas muitos se aventuraram a pilhagem mais em Le Mans, Chartres, Évreux e no Líger. Eudo passou com sucesso com alguns homens por meio de linhas nórdicas para ir à Itália e pleitear com Carlos para mandar um exercito de apoio. Henrique, conde da Saxônia, o Governante-Chefe de Carlos na Alemanha, os homens de Henrique marcharam para Paris. Enfraquecidos por marcharem durante o inverno, os soldados de Henrique fizeram apenas um ataque abortivo em fevereiro antes de se retirarem. As forças viquingues saquearam Sallèdes para obter suprimentos. A moral dos invasores era baixa e Sigurdo pediu sessenta libras de prata; deixou o cerco em abril. Outro líder viquingue, Rolão, ficou para trás com seus homens. Em maio, uma doença começou a se espalhar nas fileiras parisienses e Goslino morreu. Eudo, em seguida, passou através das barreiras controladas pelos viquingues, para pedir novamente o apoio de Carlos, ele consentiu e mandou um exército de apoio. Eudo voltou a Paris e Carlos e Henrique da Francônia marcharam ao norte. Henrique morreu depois que caiu nas valas viquingues, onde foi capturado e morto.
Naquele verão, os danos fizeram uma última tentativa de tomar a cidade, mas foram repelidos. O exército imperial chegou em outubro e espalhou os viquingues. Carlos cercou Rolão e seu exército montando um acampamento em Montmartre. No entanto, Carlos não tinha intenção de lutar. Permitiu que os viquingues navegassem o Sena até devastar Borgonha, que estava em revolta. Quando os viquingues se retiram da Frância na primavera seguinte, deu-lhes 700 libras de prata, como prometido, no valor de cerca de 257 quilos de ouro.

## Consequências
Os parisienses e Eudo se recusaram a deixar os viquingues descerem o Sena, e os invasores tiveram que arrastar seus barcos por terra ao Marne, a fim de deixar o país. Quando Carlos morreu em 888, Eudo foi eleito rei de Paris. O irmão de Eudo foi eleito mais tarde rei também. Ao longo do século seguinte, os Robertianos, descendentes de Roberto, o Forte, lutaram contra os Carolíngios pelo trono francês. O ducado (Frância) deu o seu nome ao Reino da França e o Império Carolíngio nunca mais foi reconstituído.[carece de fontes?]